# Solsticij
Solsticij ili suncostaj je astronomska pojava koja se dešava dva puta godišnje kada Sunce na nebeskoj hemisferi opisuje najvišu ili najnižu putanju u odnosu na nebeski ekvator. Tog dana Sunce u podne (lokalno sunčevo podne) dostiže najvišu ili najnižu tačku na nebu iznad horizonta. Reč solsticij je izvedena iz lat. sol (Sunce) i sistere (stajati), jer Sunce, posmatrano sa Zemlje, prividno zastane – da bi promenilo pravac kretanja. Termin solsticij se koristi i u širem smislu i označava dan kada se ova pojava desi. Solsticij je najduži dan u godini (leti) ili najkraći dan u godini (zimi) u svim mestima izvan tropskog pojasa.
U odnosu na ravan Zemljinog kruženja oko Sunca (ravan ekliptike) osa njene rotacije je nagnuta za 23,44° i Zbog toga je ka Suncu pola godine nagnuta severna hemisfera, a pola godine južna hemisfera.  Posmatrač na Zemlji tokom šest meseci primećuje dnevno povećanje, a tokom šest meseci smanjenje elevacije (visina Sunca iznad horizonta u podne). Tokom maksimalne ili minimalne elevacije relativno kretanje Sunca u odnosu na horizont prestaje i menja pravac. Na severnoj hemisferi maksimalna elevacija je tokom letnjeg solsticija (dani su najduži), a minimalna tokom zimskog solsticija (dani su najkraći). Kada Sunce „prelazi” ekvator dužina noći i dana se izjednačuju, što je poznato kao ravnodnevica (ekvinocij). Jedna tropska godina sadrži dva solsticija i dve ravnodnevice. Solsticiji su zajedno sa ravnodnevicama povezani sa godišnjim dobima. U nekim kulturama solsticiji predstavljaju početak, a u drugim sredinu zime ili leta.

## Definicije i referentni okviri
Za posmatrača na Severnom polu, Sunce dostiže najviši položaj na nebu jednom godišnje u junu. Dan kada se to dogodi naziva se dan junskog solsticija. Slično tome, za posmatrača na Južnom polu, Sunce dostiže najviši položaj na dan decembarskog solsticija. Kada je letnji solsticij na jednom polu, na drugom je zimski solsticij. Sunčevo zapadno kretanje nikada ne prestaje, jer se Zemlja neprekidno okreće. Međutim, kretanje Sunca u deklinaciji zaustavlja se u trenutku solsticija. U tom smislu, solsticij znači „stajanje Sunca“.
Ova moderna naučna reč potiče od latinske naučne reči koja se koristila u kasnoj Rimskoj republici 1. veka pre nove ere: solstitium. Plinije je koristi nekoliko puta u svojoj Prirodnoj istoriji sa sličnim značenjem koje ima i danas. Ona sadrži dve morfeme na latinskom jeziku, sol, „sunce“ i -stitium, „zaustavljanje“. Rimljani su koristili „stajanja“ u smislu komponente relativne brzine Sunca kakva se primećuje na nebu. Relativna brzina je kretanje objekta sa stanovišta posmatrača u referentnom okviru. Iz fiksnog položaja na zemlji, izgleda kao da Sunce kruži oko Zemlje.
Posmatraču u inercijalnom referentnom okviru, planeta Zemlja se okreće oko ose i okreće se oko Sunca u eliptičnoj putanji sa Suncem u jednom fokusu. Zemljina osa je nagnuta u odnosu na ravan Zemljine orbite i ova osa održava položaj koji se malo menja u odnosu na pozadinu zvezda. Posmatrač na Zemlji zato vidi solarnu putanju koja je rezultat rotacije i revolucije.
Komponenta kretanja Sunca koju vidi posmatrač koji je povezan sa zemljom uzrokovana je revolucijom nagnute ose - koja je zadržavajući isti ugao u prostoru, orijentisana prema Suncu ili od njega - primećeni je dnevni priraštaj (i bočni pomak) uzdizanje Sunca u podne oko šest meseci i zabeleženo dnevno smanjivanje tokom preostalih šest meseci. Na maksimalnoj ili minimalnoj nadmorskoj visini, relativno godišnje kretanje Sunca uspravno na horizont zaustavlja se i obrće smer.
Izvan tropskog pojasa, najveća nadmorska visina javlja se tokom letnjeg solsticija, a najmanja u zimskom solsticiju. Put Sunca, ili ekliptika, prelazi na sever i jug između severne i južne hemisfere. Dani su duži oko letnjeg solsticija i kraći oko zimskog solsticija. Kada Sunčeva staza pređe ekvator, dužina noći na geografskim širinama +L° i -L° su jednake dužine. Ovo je poznato kao ravnodnevica. U tropskoj godini postoje dva solsticija i dva ekvinoksa.

## Zimski solsticij
Zimski ili decembarski solsticij je astronomska pojava kada Sunce prelazi najkraći luk preko neba. Severni pol je otklonjen od Sunca 23,44° i tog dana sva mesta iznad severnog polarnika su u potpunom mraku, dok su sva mesta ispod južnog polarnika neprekidno osvetljena Suncem.

## Letnji solsticij
Letnji ili junski solsticij je astronomska pojava kada Sunce prelazi najduži luk preko neba. Severni pol je nagnut ka Suncu 23,44° i tog dana sva mesta iznad severnog polarnika su osvetljena suncem, dok su sva mesta ispod južnog polarnika u mraku.

## Uticaj Zemljine putanje na klimu
Pri obilaženju Sunca, osa Zemljine vrtnje zauzima sasvim određen položaj. Ona nije normalna na ravan kretanja, već je od normale otklonjenja za 23.44° (nagib ose). Za jednaki ugao, ugao priklona ili inklinacije, nagnut je i ekvator prema ravni kretanja (ekliptika). Taj nagib ose Zemljine vrtnje dovodi do posledica koje su od najveće važnosti za čovečanstvo, do promene godišnjih doba. Smer kojim se Zemlja kreće oko Sunca isti je kao i smer vrtnje. Zemlja obilazi oko Sunca kao što se zakreće desni vijak, koji napreduje na severnu stranu.

### Ekliptika
Neposredne astronomske posledice Zemljinog obilaska oko Sunca (revolucije Zemlje) jesu prividno kretanje Sunca (godišnje kretanje Sunca) i godišnja promena noćnog neba. Promatrajući Sunce, ono se projektuje u neko područje neba (nebeska sfera); na primer 23. septembra Sunce se vidi u sazvežđu Device. Spojnica povučena od Zemlje do Sunca prema nebeskoj sferi stalno se zakreće u toku našeg kretanja. Slika Sunca na nebu „neprestano beži”, i to takođe u smislu vrtnje desnog vijka. Kružnica kojom se Sunce prividno kreće među zvezdama zove se ekliptika. kretanje Sunca odvija se ekliptikom od zapada prema istoku, što je upravo suprotno smeru dnevnoga kretanja nebeske sfere. Kretanje Sunca među zvezdama je optička varka, nastala promatranjem Sunca s pokretne Zemlje. Sazvežđa kroz koja Sunce na taj način „prolazi” zovu se sazvežđima zodijaka ili životinjskog pojasa. Kako puni ugao (360°) ima otprilike isto toliko stupnjeva koliko u godini ima dana, Sunce će ekliptikom u jednom danu prelaziti oko 1°.
Sunce se kreće među zvezdama koje se nalaze na dnevnoj strani nebeske sfere, ali to njegovo relativno pomicanje ne zapaža direktno. Zato se na noćnoj strani vidi da se zvezde smenjuju iz dana u dan, od meseca do meseca. Menja se vidljivo područje noćnog neba. Budući da se spojnica od Sunca do Zemlje prema nebeskoj sferi zakreće na istok, novo zvezdano područje niče na istočnom obzoru. Može se zaključiti da se godišnje kretanje neba odvija od istoka prema zapadu, isto kao i dnevno kretanje neba, a suprotno od godišnjeg kretanja Sunca među zvezdama.

### Godišnja doba
S obzirom na položaj Zemljinog ekvatora prema smeru Sunčevih zraka, razlikuju se u toku godine 4 važna trenutka, a to su počeci godišnjih doba. Za datume početaka godišnjih doba uslovno se uzimaju: proleće 21. marta, leto 21. juna, jesen 23. septembra i zima 21. decembra, jer tom pravilnom izmenom najčešće i započinju godišnja doba. U tim važnim trenucima Sunce je projektovano u 4 glavne tačke ekliptike: prolećnu, letnja, jesenska i zimska tačku. Ako se one posmatraju iz položaja Sunca, može se zapaziti da su one razmaknute za prav ugao.
Kakav je odnos Zemlje i Sunca 21. marta i 23. septembra? Tih se dana smer linije koji spaja centar Zemlje s centrom Sunca prolazi tačno uzduž ravni ekvatora, dok je Zemljina osa vrtnje normalna na tu spojnicu. Sunčevi zraci padaju stoga normalno na sva mesta koja se nalaze na Zemljinom ekvatoru. Drukčije rečeno, na mestima sa zemljopisnom širinom 0°, Sunce će se u gornjoj kulminaciji naći u zenitu. Na Zemljinim polovima, gde je zemljopisna širina +90° ili -90°, Sunce će „ležati” na obzoru. Obasjana su mesta svih zemljopisnih širina. Tih datuma Sunce će preseći nebeski ekvator. Početkom proleća, 21. marta, Sunce će proći prolećnom tačkom ♈ koja se nalazi u sazvežđu Ovna. Početkom jeseni, 23. septembara, Sunce će proći jesenskom tačkom ♎ koja se nalazi u sazvežđu Vage. U oba trenutka dužina dana i noći jednaka je na celoj Zemlji, te se ti dani nazivaju ravnodnevice ili ekvinociji.
Posle početka proleća, Zemlja putuje oko Sunca tako da joj je područje Severnog pola sve više okrenuto Suncu. Dana 21. juna, kada Sunce prolazi letnjom tačkom ♋' koja se nalazi u sazvežđu Raka, Sunčevi zraci obasjavaju celi severni ledeni pojas i Sunce je tamo iznad obzora. Paralela na severnoj zemljopisnoj širini 66° 33′ 39″ N čitav je dan obasjana Suncem. Ona se naziva severnom polarnicom (polarni krug). Istog trenutka Sunčevi zraci padaju normalno na mesta severne zemljopisne širine 23° 26′ 21″ N, te će tim mestima Sunce u toku dana proći kroz zenit. Severnije od tih mesta Sunce nikada ne može proći kroz zenit, te tako ne prolazi zenitom ni u našim krajevima. Paralela na severnoj zemljopisnoj širini 23° 26′ 21″ N zove se severna ili Rakova obratnica. Na svom „putu” prema severu Sunce je „zastalo”, te će posle tog datuma obasjavati uspravno mesta sa zemljopisnim širinama manjim od 23° 26′ 21″ N. To je razlog zašto se prvi dan leta naziva letnjim suncostajem ili solsticijem. Do tog dana Sunce se nebeskom sferom udaljavalo od ekvatora, a posle tog dana približavaće mu se.
S dolaskom u jesenju tačku, Sunce će tlo na ekvatoru ponovno obasjavati pod pravim uglom. S daljim putovanjem Zemlje po stazi Sunce prvog dana zime, 21. prosinca, prividno stiže u zimsku tačku ♑ koja se nalazi u sazvežđu Jarca. Sada je stanje na Zemljinoj južnoj hemisferi posve jednako stanju koje je prvog dana leta vladalo na severnoj hemisferi. To je zimski suncostaj. Sunce prolazi kroz zenit mestima južne zemljopisne širine 23° 26′ 21″ S, a paralela se naziva južnom ili Jarčevom obratnicom. Na Južnom polu je tada visina Sunca 23.5° iznad obzora. Sva mesta južne zemljopisne širine 66° 33′ 39″ S, jedan su čitav dan obasjana Suncem; tu je južna polarnica. Južnija mesta obasjana su i više od jednog dana. Na samom Južnom polu rasveta traje polovinu godine.
Godišnji ciklus završava s povratkom Sunca u prolećnu tačku. To je ciklus promene godišnjih doba ili sezona, nazvan tropska ili Sunčeva godina. Praćenje perioda izmene godišnjih doba bilo je jednim od najvažnijih praktičkih zadataka astronomije u prošlosti, zbog važnosti koju ta izmena ima u ljudskoj delatnosti. Stoga je već vrlo rano i u pojedinačnim, međusobno odvojenim civilizacijama, postignuta visoka tačnost određivanja trajanja godine. Tropska ili Sunčeva godina je jednaka 365 d 5 h 48 min 46 s ili 365.24219 dana.

## Literatura
- Oliver, Bernard M. (1972). „The Shape of the Analemma”. Sky and Telescope. 44: 20. Bibcode:1972S&T....44...20O.
- Kittler, Richard; Darula, Stan (2005). „Analemma, the Ancient Sketch of Fictitious Sunpath Geometry—Sun, Time and History of Mathematics”. Architectural Science Review. 47 (2): 141—4. S2CID 122005748. doi:10.1080/00038628.2004.9697037.
- Sidoli, Nathan (2005). „Heron's Dioptra 35 and Analemma Methods: An Astronomical Determination of the Distance between Two Cities”. Centaurus. 47 (3): 236—58. Bibcode:2005Cent...47..236S. doi:10.1111/j.1600-0498.2005.470304.x.
- Semazzi, Fredrick H.M.; Scroggs, Jeffrey S.; Pouliot, George A.; McKee-Burrows, Analemma Leia; Norman, Matthew; Poojary, Vikram; Tsai, Yu-Ming (2005). „On the Accuracy of Semi-Lagrangian Numerical Simulation of Internal Gravity Wave Motion in the Atmosphere”. Journal of the Meteorological Society of Japan. 83 (5): 851—69. Bibcode:2005JMeSJ..83..851S. doi:10.2151/jmsj.83.851 .
- Luckey, P. (1927). „Das Analemma von Ptolemäus” [The analemma by Ptolemy]. Astronomische Nachrichten (на језику: немачки). 230 (2): 17—46. Bibcode:1927AN....230...17L. doi:10.1002/asna.19272300202.
- Id, Yusif (децембар 1969). „An Analemma Construction for Right and Oblique Ascensions”. The Mathematics Teacher. 62 (8): 669—72. JSTOR 27958259. doi:10.5951/MT.62.8.0669.
- Yeow, Teo Shin (2002). The Analemma for Latitudinally-Challenged People (PDF) (BS Thesis). National University of Singapore. Архивирано из оригинала (PDF) 2011-05-17. г. Приступљено 2006-02-05.
- Taqîzâda, Sayyid Ḥasan, Gâhshumârî dar Îrân-i qadîm, Tehran (Čapkhâna-yi Majlis) 1316/1937-1938, (reprinted with the author's notes appointed to the first edition in the 10th vol. of the Opera omnia, ed.by Î. Afshâr, Tehran, 1357/1978-79). Complete Italian ed.: H. Taqizadeh, Il computo del tempo nell'Iran antico, ed. and transl. by S. Cristoforetti, Roma (ISIAO), 2010.  978-88-6323-290-5
- Khavrus, V.; Shelevytsky, I. (2010). „Introduction to solar motion geometry on the basis of a simple model”. Physics Education. 45 (6): 641. Bibcode:2010PhyEd..45..641K. S2CID 120966256. doi:10.1088/0031-9120/45/6/010. Архивирано из оригинала 16. 09. 2016. г. Приступљено 15. 09. 2024.
- Khavrus, V.; Shelevytsky, I. (2012). „Geometry and the physics of seasons”. Physics Education. 47 (6): 680. S2CID 121230141. doi:10.1088/0031-9120/47/6/680.
- „Apollo 15 Mission Report”. Glossary. Архивирано из оригинала 19. 3. 2010. г. Приступљено 16. 10. 2009.
- R. Dendy; D. Zeleznikar; M. Zemba (27. 9. 2021). NASA Lunar Exploration – Gateway's Power and Propulsion Element Communications Links. 38th International Communications Satellite Systems Conference (ICSSC). Arlington, VA. Архивирано из оригинала 29. 3. 2022. г. Приступљено 18. 7. 2022.
- Frank, J.; Rees, M.J. (1. 9. 1976). „Effects of massive black holes on dense stellar systems.”. MNRAS. 176 (6908): 633—646. Bibcode:1976MNRAS.176..633F. doi:10.1093/mnras/176.3.633 .
- R. Schödel; T. Ott; R. Genzel; R. Hofmann; M. Lehnert; A. Eckart; N. Mouawad; T. Alexander; M. J. Reid; R. Lenzen; M. Hartung; F. Lacombe; D. Rouan; E. Gendron; G. Rousset; A.-M. Lagrange; W. Brandner; N. Ageorges; C. Lidman; A. F. M. Moorwood; J. Spyromilio; N. Hubin; K. M. Menten (17. 10. 2002). „A star in a 15.2-year orbit around the supermassive black hole at the centre of the Milky Way”. Nature. 419 (6908): 694—696. Bibcode:2002Natur.419..694S. PMID 12384690. S2CID 4302128. arXiv:astro-ph/0210426 . doi:10.1038/nature01121.
- Cecconi, B.; Lamy, L.; Zarka, P.; Prangé, R.; Kurth, W. S.; Louarn, P. (4. 3. 2009). „Goniopolarimetric study of the revolution 29 perikrone using the Cassini Radio and Plasma Wave Science instrument high-frequency radio receiver”. Journal of Geophysical Research: Space Physics. 114 (A3): A03215. Bibcode:2009JGRA..114.3215C. doi:10.1029/2008JA013830. Архивирано из оригинала 9. 12. 2019. г. Приступљено 9. 12. 2019 — преко ui.adsabs.harvard.edu.
- McKevitt, James; Bulla, Sophie; Dixon, Tom; Criscola, Franco; Parkinson-Swift, Jonathan; Bornberg, Christina; Singh, Jaspreet; Patel, Kuren; Laad, Aryan; Forder, Ethan; Ayin-Walsh, Louis; Beegadhur, Shayne; Wedde, Paul; Pappula, Bharath Simha Reddy; McDougall, Thomas; Foghis, Madalin; Kent, Jack; Morgan, James; Raj, Utkarsh; Heinreichsberger, Carina (18. 6. 2021). „An L-class Multirole Observatory and Science Platform for Neptune”. 2021 Global Space Exploration Conference Proceedings. arXiv:2106.09409 .
- Harvey, Graham (1994). „The Roots of Pagan Ecology”. Journal of Contemporary Religion. 9 (3): 38—41. doi:10.1080/13537909408580720.
- „Druidcast Episode 1”. druidcast.libsyn.com (Подкест). 1. 6. 2007. Приступљено 22. 6. 2024.
- Zell-Ravenheart, Oberon; Zell-Ravenheart, Morning Glory (2006). „Book III: Wheel of the Year”.  Ур.: Kirsten Dalley and Artemisia. Creating Circles & Ceremonies: Rituals for All Seasons And Reasons. Book-Mart Press. стр. 192. ISBN 1-56414-864-5.
- Drury, Nevill (2009). „The Modern Magical Revival: Esbats and Sabbats”.  Ур.: Pizza, Murphy; Lewis, James R. Handbook of Contemporary Paganism. Leiden, Netherlands: Brill Publishers. стр. 63—67. ISBN 9789004163737.
- Johnson, Anthony (2008). Solving Stonehenge: The New Key to an Ancient Enigma. Thames & Hudson. стр. 252–253. ISBN 978-0-500-05155-9.
- Nordberg, Andreas (2006). „Jul, disting och förkyrklig tideräkning”. Acta Academiae Regiae Gustavi Adolphi. 91: 155—156.
- Zell-Ravenheart, Oberon; Zell-Ravenheart, Morning Glory (2006). „7. Yule (Winter Solstice)”. Creating Circles & Ceremonies: Rituals for All Seasons And Reasons. Career Press. стр. 250–252. ISBN 1-56414-864-5.
- Gagarin, Michael (2010). „S”. The Oxford Encyclopedia of Ancient Greece and Rome: Volume 1. Oxford University Press. стр. 231. ISBN 978-0-19517-072-6.
- Selbie, John A. (1914). „Gifts (Greek and Roman)”.  Ур.: Hastings, James. Encyclopædia of Religion and Ethics, Volume 6. New York; Edinburgh: Charles Scribner's Sons; T. & T. Clark. стр. 212.
- Harvey, Graham (2000). „1: Celebrating the Seasons”. Contemporary Paganism: Listening People, Speaking Earth. NYU Press. стр. 6—8. ISBN 0-8147-3549-5.
- Plutarch. Life of Caesar. Parallel Lives. Alexander and Caesar.
- Chadwick, Nora K.; Cunliffe, Barry (1970). The Celts. Harmondsworth: Penguin. стр. 181. ISBN 0-14-021211-6.
- Rabinovitch, Shelley T.; Lewis, James R. (2004). The Encyclopedia of Modern Witchcraft and Neo-Paganism. Citadel Press. стр. 232—233. ISBN 0-8065-2407-3.
- Starhawk (1979). The Spiral Dance: A Rebirth of the Ancient Religion of the Great Goddess (1989 revised изд.). New York, New York: Harper and Row. стр. 7–186, 246. ISBN 0-06-250814-8.
- Budapest, Zsuzsanna E. (1980). The Holy Book of Women's Mysteries. Wingbow Press. ISBN 0-914728-67-9.

## Spoljašnje veze
- Decembarski solsticij
- Equinoxes and Solstices Calculator (1600 to 2400)
- „Earth's Seasons: Equinoxes, Solstices, Perihelion, and Aphelion (2000–2025)”. United States Naval Observatory, Astronomical Applications Department. Архивирано из оригинала 13. 10. 2007. г. Приступљено 9. 12. 2015.
- Weisstein, Eric (1996—2007). „Summer Solstice”. Eric Weisstein's World of Astronomy. Приступљено 24. 10. 2008. „The above plots show how the date of the summer solstice shifts through the Gregorian calendar according to the insertion of leap years.”